# Stanislaw Kusenin
 Stanislaw Petrowytsch Kusenin (ukrainisch Станіслав Петрович Кузенін; geb. 13. September 1933 in Kramatorsk) war von 1985 bis 1989 erster Sekretär des Stadtkomitees in Schdanow (heute wieder Mariupol).

## Lebenslauf
Er genoss eine höhere Bildung. 1956 absolvierte er das Institut für Metallurgie in Schdanow (Mariupol). Von 1956 bis 1960 war er Hilfsvorarbeiter, Vorarbeiter und Werkstattleiter im Maschinenbauwerk Wjatskije Poljany.

## Auszeichnungen
- Orden des Roten Banners der Arbeit
- Orden der Völkerfreundschaft
- zwei Ehrenzeichen der Sowjetunion